# Professor Balthazar
Professor Balthazar (kroatisch Profesor Baltazar) war eine 59-teilige jugoslawische Zeichentrickserie von Zlatko Grgić, die in den Jahren 1967 bis 1977 bei Zagreb Film produziert und erstmals am 13. Januar 1973 im deutschen Fernsehen ausgestrahlt wurde.

## Handlung
Wissenschaftler Professor Balthazar löst die Probleme seiner Mitmenschen mit Hilfe seiner kuriosen Erfindungsmaschine. Wurde er mit einem Problem konfrontiert, so ging er auf und ab, begleitet von „er überlegte … und überlegte … und überlegte … und dann hatte er eine Idee“, einer Stimme aus dem Off. Die Lösung zum jeweiligen Problem bestand jedes Mal darin, dass ein Tropfen eines Cocktails verschiedener Chemikalien, in des „Professors“ bunter Maschine gemixt, von ihm in einem Reagenzglas aufgefangen und auf den Fußboden getropft wurde – worauf etwas zur Problemlösung geeignetes entstand, zumeist wiederum eine (andere) Maschine.

## Entstehung
Die Serie blieb bis heute das erfolgreichste Projekt der Zagreber Zeichentrickschule. Der „Vater“ der Figur Balthazar ist Zlatko Grgić, wobei insgesamt weniger als 20 Personen an der Produktion arbeiteten.
Von 1968 bis 1971 hatten Zlatko Grgić, Boris Kolar und Ante Zaninović wechselweise als Regisseure und Autoren an der Serie mitgewirkt. Die erste Staffel von 13 Episoden entstand 1967/68, die zweite Staffel von ebenfalls 13 Episoden wurde 1971 produziert. Bei der 1977 produzierten 3. Staffel mit den nächsten 13 Episoden war Zlatko Grgić nicht mehr beteiligt. Boris Kolar und Ante Zaninović produzierten im gleichen Jahr direkt im Anschluss noch eine 4. Staffel mit diesmal 20 Episoden, die dafür aber nur noch halb so lang waren als die bisherigen. Von diesen insgesamt 59 Episoden, die Zagreb-Film herstellte, wurden die Episoden #05 „Maestro Koko“, #31 „Maxol“ und #34 „Pepino Cicerone“ jedoch nicht nach Deutschland verkauft (in der Staffel-Auflistung unten kursiv geschrieben). Damit kamen hier nur 56 Folgen zur Ausstrahlung.
Das Team der Zeichner bestand gerade einmal aus 9 Personen: Zlatko Grgić, Boris Kolar, Ante Zaninović, Turido Paus, Leopold Fabiani, Neven Petričić, Zlatko Bourek, Branko Varadin und Srđan Matić, wobei die letzten drei für die Hintergründe zuständig waren.
2005 sollte die Produktion der beliebten Zeichentrickserie wieder aufgenommen werden. Das Zagreber DOP-Magazin berichtete am 1. Dezember 2005, dass am 30. November 2005 die ersten vier der neuen Episoden in der Zagreber Kinothek gezeigt wurden. Unbekannt ist, wie viele Folgen insgesamt produziert werden und ob diese auch ins Ausland verkauft werden.

## Ausstrahlung in Deutschland
Professor Balthazar wurde erstmals am 13. Januar 1973 im deutschen Fernsehen ausgestrahlt. Von 1976 bis Ende des Jahres 1978 trat Professor Balthazar im regionalen Vorabendprogramm des WDR in fünfminütigen Folgen als Werbetrenner auf. Gegen Ende des Jahres 1978 wurde Professor Balthazar im Vorabendprogramm von den drei Kindern Ute, Schnute, Kasimir und ihrem Hund Moppel abgelöst. Die Synchronisation der 56 eingekauften Episoden erfolgte in den Hamburger Windrose-Studios im Auftrage des Westdeutschen Werbefernsehens (WWF) in Köln, einer WDR-Tochter.
Seit dem 24. Juni 2012 laufen zwölf digital überarbeitete und neu vertonte Folgen der Serie in der Sendung mit der Maus mit Maussprecher Günter Dybus als Erzähler.